# Андерсон, Софи Жанжамбр
Софи Жанжамбр Андерсон (англ. Sophie Gengembre Anderson; 1823, Париж — 10 марта 1903, Фалмут, Корнуолл) — английская художница французского происхождения, специализировавшаяся в жанре портрета женщин и детей, преимущественно в окружении сельской местности. Её работы отмечены влиянием прерафаэлитизма.

## Биография
Софи родилась в Париже в 1823 году. Родителями художницы были парижский архитектор Шарль Жанжамбр и его жена-англичанка, девичья фамилия которой была Юбер. Они жили в Париже в первые годы жизни Софи, где её отец был знаком с художниками, интеллектуалами и актёрами, такими как Франсуа-Жозеф Тальма. Обстоятельства требовали, чтобы семья покинула Париж и жила в «отдаленном районе Франции» с 1829 по 1843 год.
В семнадцать лет у неё появился интерес к искусству, когда в её городе побывал путешествующий художник-портретист. Она получила хорошее домашнее образование, а в 1843 году обучалась у Шарля Штейбена. Вскоре семье пришлось переехать в США, спасаясь от революции 1848 года. В начале они жили в Цинциннати в Огайо, затем — в Манчестере в Пенсильвании, где Софи познакомилась с английским художником Уолтером Андерсоном и вышла за него замуж.
Сперва она писала портреты, включая сюда работу над цветными литографиями для компании Louis Prang & Co. В 1854 году Андерсоны переехали в Лондон, где Софи выставляла свои работы в Королевской академии художеств. В 1858 году они вернулись в Нью-Йорк, а около 1863 — окончательно осели в Лондоне.
На протяжении следующих трёх десятилетий её картины выставлялись в Королевской Академии художеств, Обществе Британских художников и многих региональных галереях. Ранние картины отмечены вниманием к ботаническим и другим деталям, что было характерно для прерафаэлитов.

## Галерея
- «Время сирени»
- «Портрет юной девушки»
- «Девочка, собирающая волосы»
- «Пение птиц»
- «Головка нимфы»
- «Горлица»
- «Пастушок с дудочкой» (1881)
- Take the Fair Face of Woman, [...]
- «Элейн, Прекрасная Дева из Астолата»
- «Рождество:"Вот и индюк!»
- «Любовь в дымке»
- «Готова к балу»